# Das Duo: Tod am Strand
Tod am Strand ist ein deutscher Fernsehfilm von René Heisig aus dem Jahr 2002. Es handelt sich um den zweiten Filmbeitrag der ZDF-Kriminalfilmreihe Das Duo.

## Handlung
Am Timmendorfer Strand wird die Leiche einer jungen Frau gefunden. Kommissarin Marion Ahrens ermittelt zunächst allein, da ihre junge Kollegin Lizzy Krüger noch Urlaub hat. Da sie den aber gerade in Timmendorf verlebt, bleibt es nicht aus, dass sie sich trotzdem in die Ermittlungen einbringt.
Bei der Obduktion der Leiche lassen sich Spuren von Kokain nachweisen. Krüger und Ahrens befragen daher den Verlobten Friedel Terjong. Von ihm erfahren die Ermittlerinnen, dass sich seine Freundin in letzter Zeit verändert hätte. Von ihrem Drogenkonsum will er angeblich nichts bemerkt haben.
Mitten in den Ermittlungen verschwindet die vierzehnjährige Stefanie Voss. Eltern und Polizei sind aufs höchste beunruhigt und befürchten einen Serientäter. Zwar liegen keine Hinweise auf ein Sexualdelikt vor, doch kann dies nicht ausgeschlossen werden. Lizzy Krüger erfährt von dem fünfzehnjährigen Fabian Bergius, den sie am Strand kennengelernt hatte und der ihr vertraut, dass er die tote junge Frau kannte. Da er sich wunderte, sie in Timmendorf getroffen zu haben, sei er ihr heimlich bis zu einem Boot gefolgt. Dort kann die Spurensicherung Fingerabdrücke des Opfers sowie des Bootbesitzers Georg Münter und dem Drogendealer René Cords sicherstellen. Die Vernehmung ergibt, dass sich die drei miteinander vergnügt hatten. Im Drogenrausch war die junge Frau auf den Mast des Bootes geklettert und dann hinuntergefallen, sodass sie sich dabei das Genick gebrochen hatte. Fingerabdrücke am Mast lassen diese Erklärung eines unglücklichen Unfalls logisch erscheinen.
Inzwischen wird Stefanie Voss ertrunken aufgefunden. Da Münter und Cords zum Zeitpunkt des Verschwindens des Mädchens ein Alibi haben, können sie mit dem Tod von Stefanie nichts zu tun haben. Ein Verdacht fällt auf den Hotelangestellten Roland Engel, der auffällig oft in der Nähe des Mädchens gesehen wurde und der sie auch heimlich fotografiert hatte. Nachdem im Handy von Stefanie SMS-Nachrichten an Fabian Bergius gefunden werden, wird der Junge wieder zu einem möglichen Zeugen. Lizzy Krüger findet allerdings heraus, dass Fabian selber mit dem Tod von Stefanie etwas zu tun haben muss. Sie trifft ihn am Meer, wo er sich gerade ins Wasser stürzen will. Er gesteht der Kommissarin, dass sie sich beide am Strand verabredet hatten und nachdem Stefanie ihn provozierte und beleidigte, hatte er die Nerven verloren und ihren Kopf immer wieder unter Wasser gedrückt, damit sie endlich still wäre. Daraufhin sei sie leblos ins Meer gerutscht.

## Produktionsnotizen
Tod am Strand wurde in Lübeck gedreht und am 5. April 2002 um 20:15 Uhr im ZDF erstausgestrahlt.

## Kritik
Die Kritiker der Fernsehzeitschrift TV Spielfilm vergaben die bestmögliche Wertung (Daumen nach oben) und befanden: „Routinierter Küstenkrimi, der mehr Wind im Segel hätte vertragen können.“ Als Gesamtfazit zogen sie „Solide Ermittlungen, ruhiger Seegang“.